# Liste d'œuvres d'Albrecht Altdorfer représentant des paysages
Il s'agit d'une liste d'œuvres dont l'objet principal est les paysages d'Albrecht Altdorfer (v.1480–1538), peintre et graveur allemand.  Albrecht Altdorfer a produit les premières œuvres représentant des paysages de l'histoire de l'art européen depuis l'Antiquité.

## Peintures
On considère que seules cinq des peintures de paysage qui nous sont parvenues ont été peintes par Altdorfer lui-même. Deux d'entre elles, l'une à Munich (30,5 × 22,2 cm) et l'autre (41,2 × 35,5 cm) à Londres ont été peintes à l'huile sur des parchemins collés sur du bois,,. Les trois autres, à Berlin, Erlangen, et Rotterdam (toutes de 20 × 13 cm), ont été peintes à l'aquarelle et à la gouache sur du papier,,,,. Les cinq sont signées avec le monogramme d'Altdorfer AA (voir ci-dessous). La peinture à Rotterdam est aussi datée de 1522 par l'artiste,.
Le Tokyo Fuji Art Museum d'Hachiōji au Japon possède un tableau non signé (53,1 × 45,1 cm) peint à l'huile sur un panneau ; représentant une chaîne de montagnes, il est attribué à Altdorfer.
Rectification de la description du tableau Paysage du Danube: Ce tableau ne représente pas le Danube près de Regensburg (Allemagne). Il s'agit ici d'une vue du Danube en Autriche, dans la région nommée Strudengau, près du village Struden, situé dans le département Haute-Autriche. Actuellement, le château de Wörth est nommé plutôt Burg Werfenstein. (User TREM-RRRR 30-09-2021)
| Tableau | Titre                                                                                              | Date                             | Medium                                  | Taille         | Localisation                                                                               | Remarques |
| ------- | -------------------------------------------------------------------------------------------------- | -------------------------------- | --------------------------------------- | -------------- | ------------------------------------------------------------------------------------------ | --- |
|         | Paysage du Danube avec le château de Wörth près de Regensburg Paysage du Danube près de Ratisbonne | peu après 1520 c. 1522 – c. 1525 | huile sur parchemin sur hêtre           | 30,5 × 22,2 cm | Alte Pinakothek, Munich, Allemagne                                                         | Numéro d'inventaire: WAF30. Le plus ancien paysage représentant un endroit identifié, les environs du château de Wörth an der Donau(de) près de Ratisbonne. Altdorfer a aussi produit une autre œuvre, une gravure du même endroit . Signé avec un monogramme gravé dans l'arbre sur la gauche : |
|         | Paysage avec une passerelle                                                                        | c. 1518 – c. 1520                | huile sur vélin sur bois                | 41,2 × 35,5 cm | National Gallery, Londres                                                                  | Numéro d'inventaire: NG6320. Signé avec un monogramme dans le coin supérieur droit : |
|         | Paysage sur un épicéa Paysage avec un bûcheron                                                     | c. 1522,                         | crayon, aquarelle et gouache sur papier | 20.1 × 13.6 cm | Kupferstichkabinett, Berlin, Allemagne                                                     | Numéro d'inventaire: KdZ 11651. Signé avec un monogramme gravé dans l'arbre : |
|         | Paysage de montagne au coucher du soleil                                                           | c. 1522                          | crayon, aquarelle et gouache sur papier | 20,0 × 13,2 cm | Bibliothèque de l'université Friedrich-Alexander d'Erlangen-Nuremberg, Erlangen, Allemagne | Numéro d'inventaire: B 812; shelfmark: H62/B 812. Signé avec un monogramme dans la partie supérieure du ciel: |
|         | Paysage avec une église                                                                            | 1522                             | peintures sur papier                    | 20,4 × 13,8 cm | Musée Boijmans Van Beuningen, Rotterdam, Pays-Bas                                          | daté, et signé avec un monogramme, gravé dans l'arbre sur la gauche : |
|         | Chaîne de montagnes                                                                                | c. 1530                          | huile sur panneau                       | 53,1 × 45,1 cm | Tokyo Fuji Art Museum                                                                      | attribué à Altdorfer. |

## Eaux-fortes
On connaît neuf eaux-fortes d'Altdorfer représentant des paysages. Ce sont les premières de l'art européen sur un tel sujet.
Présentant un intérêt particulier, un groupe de dix impressions des eaux-fortes, délicatement colorées à la main subsistent (8 à l'Albertina, une à Veste Coburg, et une au British Museum). On estime qu'elles ont été peintes dans le studio de l'artiste, peut-être par Altdorfer lui-même (il s'agissait en fait du commerce de son père). Une autre impression colorisée à la main, d'une qualité moindre, subsiste au Rijksmuseum.
Toutes sont signées du monogramme d'Altdorfer (voir ci-dessous).
| Eau-forte | Colorisation | Titre                                                                        | Date                                                   | Taille         | Remarques |
| --------- | ------------ | ---------------------------------------------------------------------------- | ------------------------------------------------------ | -------------- | --- |
|           |              | Le Grand Épicéa Grand sapin Paysage avec un grand pin                        | c. 1517 – c. 1520, c. 1520 – c. 1523                   | 23,6 × 17,8 cm | Impression à: - Fitzwilliam Museum, Cambridge, Angleterre (AD.5.22-122) Impressions colorées à la main à : - Veste Coburg, Cobourg, Allemagne (1, 99, 89), - Albertina, Vienne, Autriche (DG1926/1779) Signé avec un monogramme dans le coin supérieur gauche:                                     |
|           |              | Le Petit Épicéa,                                                             | c. 1517 – c. 1520                                      | 15,9 × 11,7 cm | Impression au : - British Museum, Londres, Angleterre (1867,0713.169) impression colorée à la main à : - Albertina, Vienne, Autriche (DG1926/1778) Signé avec un monogramme sur une tablette suspendue à l'arbre:                                                                                  |
|           |              | Paysage avec un grand château,                                               | c. 1517 – c. 1519 c. 1506 – c. 1522                    | 10,8 × 14,9 cm | Impression au : - Rijksmuseum, Amsterdam, Pays-Bas (RP-P-OB-2978) impression colorée à la main à: - Albertina, Vienne, Autriche (DG1926/1780) Signé avec un monogramme dans le ciel: |
|           |              | Paysage avec un double épicéa, Paysage avec un double épicéa au premier plan | c. 1517 – c. 1520 c. 1521 – c. 1522, c. 1506 – c. 1522 | 11,0 × 16,2 cm | Impressions au: - British Museum, Londres, England (1895,0617.5) - Metropolitan Museum of Art, New York, États-Unis (1993.1097) - Rijksmuseum, Amsterdam, Pays-Bas (RP-P-OB-2980) Hand-coloured impression in: - Albertina, Vienne, Autriche (DG1926/1782) Signé avec un monogramme dans le ciel,: |
|           |              | Paysage avec une ville au bord d'un lac                                      |                                                        |                | Signé avec un monogramme dans le ciel: |
|           |              | Paysage avec un épicéa et deux saules                                        |                                                        |                | Signé avec un monogramme dans le ciel: |
|           |              | Paysage avec deux épicéas et un château                                      |                                                        |                | Signé avec un monogramme dans un nuage: |
|           |              |                                                                              | Paysage avec une falaise ombragée                      |                | Signé avec un monogramme dans le coin supérieur gauche: |
|           |              | Paysage avec un moulin à eau                                                 |                                                        |                | Signé avec un monogramme dans le coin supérieur gauche: |